# Alena Kapiec
Alena Kapiec (ur. 14 lutego 1988 w Dawidgródku) – białoruska lekkoatletka specjalizująca się w pchnięciu kulą.
W 2006 odpadła w eliminacjach mistrzostw świata juniorów, a rok później zdobyła srebro mistrzostw Europy juniorów. Uplasowała się na piątej pozycji podczas światowych igrzyskach wojska (2007). Brązowa medalistka czempionatu Starego Kontynentu młodzieżowców oraz uniwersjady z 2009. Bez powodzenia startowała w halowych mistrzostwach Europy w Paryżu (2011). W 2013 zdobyła brąz halowych mistrzostw Europy w Göteborgu. Medalistka mistrzostw Białorusi oraz reprezentantka kraju w drużynowych mistrzostwach Europy, pucharze w rzutach oraz meczach międzypaństwowych.
Okazjonalnie startuje także w rzucie dyskiem – w tej konkurencji odpadała w eliminacjach mistrzostw świata juniorów (2006) oraz mistrzostw Europy juniorów (2007).
Rekordy życiowe: stadion – 19,24 (7 czerwca 2013, Mińsk); hala – 19,06 (19 stycznia 2013, Mohylew).

## Osiągnięcia
| Rok  | Impreza                              | Miejsce               | Konkurencja    | Pozycja              | Wynik |
| ---- | ------------------------------------ | --------------------- | -------------- | -------------------- | ----- |
| 2006 | Mistrzostwa świata juniorów          | Pekin                 | pchnięcie kulą | el. – 17. miejsce    | 14,77 |
| 2007 | Zimowy puchar Europy w rzutach       | Jałta                 | pchnięcie kulą | 2. miejsce           | 15,74 |
| 2007 | Mistrzostwa Europy juniorów          | Hengelo               | pchnięcie kulą | 2. miejsce           | 16,10 |
| 2007 | Światowe igrzyska wojska             | Hajdarabad            | pchnięcie kulą | 5. miejsce           | 14,91 |
| 2008 | Zimowy puchar Europy w rzutach       | Split                 | pchnięcie kulą | 2. miejsce           | 16,99 |
| 2009 | Zimowy puchar Europy w rzutach       | Teneryfa              | pchnięcie kulą | 2. miejsce           | 16,36 |
| 2009 | I liga drużynowych mistrzostw Europy | Bergen                | pchnięcie kulą | 3. miejsce           | 17,08 |
| 2009 | Uniwersjada                          | Belgrad               | pchnięcie kulą | 3. miejsce           | 17,48 |
| 2009 | Młodzieżowe mistrzostwa Europy       | Kowno                 | pchnięcie kulą | 3. miejsce           | 17,72 |
| 2011 | Halowe mistrzostwa Europy            | Paryż                 | pchnięcie kulą | el. – 9. miejsce     | 17,11 |
| 2011 | Zimowy puchar Europy w rzutach       | Sofia                 | pchnięcie kulą | 1. miejsce           | 17,71 |
| 2011 | Uniwersjada                          | Shenzhen              | pchnięcie kulą | 5. miejsce           | 17,07 |
| 2012 | Halowe mistrzostwa świata            | Stambuł               | pchnięcie kulą | el. – 9. miejsce     | 17,80 |
| 2013 | Halowe mistrzostwa Europy            | Göteborg              | pchnięcie kulą | 3. miejsce           | 18,85 |
| 2013 | Zimowy puchar Europy w rzutach       | Castellón de la Plana | pchnięcie kulą | 2. miejsce           | 18,18 |
| 2014 | Mistrzostwa Europy                   | Zurych                | pchnięcie kulą | 9. miejsce           | 17,65 |
| 2015 | Zimowy puchar Europy w rzutach       | Leiria                | pchnięcie kulą | 5. miejsce           | 17,11 |
| 2016 | Puchar Europy w rzutach              | Arad                  | pchnięcie kulą | 1. miejsce           | 17,21 |
| 2016 | Puchar Europy w rzutach              | Arad                  | rzut dyskiem   | 13. miejsce          | 50,07 |
| 2016 | Igrzyska olimpijskie                 | Rio de Janeiro        | pchnięcie kulą | 11. miejsce          | 17,37 |
| 2018 | Mistrzostwa Europy                   | Berlin                | pchnięcie kulą | 12. miejsce          | 16,90 |
| 2019 | Halowe mistrzostwa Europy            | Glasgow               | pchnięcie kulą | el. – 12. miejsce    | 16,92 |
| 2019 | Puchar Europy w rzutach              | Šamorín               | pchnięcie kulą | 7. miejsce           | 17,29 |
| 2019 | Puchar Europy w rzutach              | Šamorín               | rzut dyskiem   | 5. miejsce (grupa B) | 51,45 |